# Assis (São Paulo)
Assis, amtlich portugiesisch Município de Assis, ist eine Stadt im brasilianischen Bundesstaat  São Paulo und wurde am 1. Juli 1905 gegründet. Die Stadt liegt 22° 39' 42" Süd 50° 24' 44" West. Assis ist Sitz des „CIVAP – Consórcio Intermunicipal do Vale Paranapanema“ (deutsch Interstädtisches Konsortium des Paranapanema-Tals), einem Zusammenschluss von über 20 Gemeinden innerhalb der ehemaligen Mesoregion Assis.

## Wirtschaft
Die Wirtschaft in Assis ist vor allem durch den Anbau von Soja, Weizen und Mais aber auch durch die Automobilindustrie geprägt. 

## Verkehr
Der Flughafen Assis mit dem IATA-Flughafencode AIF und dem ICAO-Flugplatzcode SNAX hat eine Start- und Landebahn mit der Ausrichtung 12/30 und einer Bahnlänge von 1700 m × 30 m.

## Bildung
Die Universität Universidade Estadual Paulista unterhält in Assis einen Campus inklusive einer Universitätsbibliothek.

## Söhne und Töchter der Stadt
- Patrícia Melo (* 1962), Schriftstellerin
- Rafael dos Santos Franciscatti (* 1983), Fußballspieler

## Religion
Das christentum ist in der Stadt wie folgt vertreten:

### Römisch-katholische Kirche
Die katholische Kirche in der Gemeinde ist Teil der bistum Assis.

### Protestantische Kirche
In der Stadt gibt es die unterschiedlichsten evangelischen Glaubensrichtungen, hauptsächlich Pfingstler, darunter die brasilianischen Assemblies of God, die Christliche Kongregationalistische Kirche in Brasilien, und andere.